# Palau del Marquès de Llo (Barcelona)
El Palau del Marquès de Llo (sovint escrit Llió o Lió) és un edifici situat als carrers de Montcada, 12 i de la Barra de Ferro, 10 al barri de la Ribera de Barcelona, catalogat com a bé cultural d'interès local. Des de l'any 2015 acull el Museu de Cultures del Món conjuntament amb el veí Palau Nadal.

## Història
El 1538, Pere Bernat Codina va adquirir una casa al carrer de Montcada, i el 1570, el seu fill Pere Bernat Codina i de Rossella va adquirir una altra al carrer d'en Claret (actualment de la Barra de Ferro); el 1587, la seva vídua Jerònima de Cardona i de Sunyer, com a tutora de l'hereu Pere Bernat (IV) Codina i de Cardona, va adquirir la casa de la cantonada dels carrer de Montcada i d'en Claret, a la que el 1604 se li va afegir una altra en aquest darrer. Sembla que durant la segona meitat del segle xvii s'hi van executar diverses reformes amb l'objectiu d'unificar progressivament les propietats adquirides i acabar constituint un sol edifici. Daten d'aquest període barroc: el cos ubicat a l'extrem nord-est del pati central, construït tot aprofitant les parets medievals anteriors. A la planta baixa s'hi va crear una sala amb quatre voltes realitzades amb la tècnica del maó pla (volta catalana), que es recolzen en una columna central. A la primera planta, s'hi va fer una gran sala de doble nivell, destinada a acollir les recepcions, balls i banquets, que escenificava arquitectònicament la importància social dels propietaris del Palau, com era costum en aquella època; el cos ubicat a l'extrem nord del pati central, construït per a crear una terrassa que facilités el pas de la gran sala del primer pis cap al costat occidental de la finca, sense haver de passar per la planta baixa. Sota d'aquesta terrassa, s'hi troba una sala amb sostre de voltes corregudes, amb la disposició de maons a plec de llibre (col·locats de cantell); tres finestres amb balcó, situades a la primera planta, i tres finestres senzilles, una situada a la planta baixa i les altres dues situades a la segona planta. Totes amb obertura cap al carrer de Montcada; la finestra amb balcó situada a la façana del carrer de la Barra de Ferro.
El 1685, i en virtut d'un acord entre els marmessors i administradors de la causa pia de la difunta Maria Codina i de Cardona, d'una banda, i els administradors dels béns lliures (és a dir, no vinculats) del seu net Lluís de Queralt i d’Alagó, comte de Santa Coloma, d'una altra, els primers van quedar-se amb la casa del carrer d'en Claret (actualment de la Barra de Ferro), que van establir en emfiteusi al notari Rafael Albià amb la imposició d'un cens de 125 lliures. Els segons van quedar-se amb la del carrer de Montcada, i el 1705, la van vendre (excepte una habitació i una capella situada al primer pis i una altra habitació al segon, que foren adquirides pel mateix Albià) al noble Josep de Móra i Cirera (c. 1660-1739) per 6.000 lliures barcelonines. Entre els anys 1706 i 1716, aquest hi va realitzar obres de reforma molt importants: es va construir l'escala monumental que comunica el pati central amb el primer pis; es van transformar el portal d'accés al pati des del carrer de Montcada, i el d'accés a la primera planta, situat al final de l'escala monumental; es va aixecar un pis a la zona on abans hi havia l'antiga terrassa barroca que comunicava la sala de les recepcions amb l'extrem occidental del palau. En aquest espai es construí també una terrassa a nivell del primer pis, més estreta que l'anterior, que es recolza sobre dos trams de volta sostinguts per una pilastra decorada; es va construir el xamfrà a la confluència dels carrers de Montcada i la Barra de Ferro (es creu que inicialment no existia i l'edifici acabava en angle recte). El parament destaca notablement respecte al de les altres dues façanes, més antigues; es van ocultar els enteixinats medievals rere un sostre fals d'encanyissat i guix.
El palau fou heretat pel seu fill Josep Francesc de Móra i Catà (1694-1762), que el 1749 va rebre de mans de Lluís XV el títol de marquès de Llo, població de l'Alta Cerdanya. Entre 1758 i 1761 hi va encarregar al mestre de cases Josep Marc Ivern la realització de diverses obres, i fou succeït pel seu fill Domènec Feliu de Móra i d'Areny (1731-1792), segon marquès de Llo, que el 1786 es va casar amb Maria Gaietana de Peguera i de Vilalba. El 1793, ja vídua, va demanar permís per a obrir-hi una porta de botiga, un balcó d'ampit i una finestra, i novament el 1796 per a convertir una finestra en balcó.
El 1855, el seu fill Joaquim Domènec de Móra i de Peguera, tercer marquès de Llo, es va casar en segones noces amb Melciora de Foixà i de Garma (†1861). El matrimoni no tingué fills i el títol passà a mans del nebot de Joaquim Domènec, Joaquim d'Elola i de Móra (1835-1908), fill de la seva germana Mercè i d'Antonio de Elola y Acevedo, comptador de l'Exèrcit de Catalunya, mentre que el palau passaria a mans de la neboda de Melciora, Dolors d'Alemany i de Foixà, filla de la seva germana Bernarda i de Josep d'Alemany i Gil de Bernabé. Aquesta fou succeïda pel seu nebot Trinitat d'Alemany i Font, a qui el 1911 l'Ajuntament de Barcelona va requerir la substitució de les tortugades que vessaven les aigües pluvials al carrer. El 1917 s'hi va instal·lar l'Ateneu Obrer de Barcelona.
Finalment, el 1955, el palau fou adquirit per l'Ajuntament, i entre aquesta data i el 1959, l'arquitecte municipal Adolf Florensa en va dur a terme una primera restauració, durant la qual es van descobrir els enteixinats medievals, que fins llavors havien restat ocults rere un sostre fals. Florensa va seguir un criteri historicista, tot donant prioritat al passat medieval en detriment de l'acabat barroc, malgrat que aquest últim era majoritari a la finca. Aquesta primera intervenció va comportar l'eliminació d'una porta i dues de les portalades principals, que es van substituir per finestres d'estil medieval, així com també s'hi va obrir una finestra coronella, refent els capitells, els fusts i les bases dels mainells.
A la dècada del 1960, l'Ajuntament va decidir convertir el palau en la seu del Museu Tèxtil i d'Indumentària. Per adaptar-lo a aquest nou ús, es va sotmetre a una segona remodelació entre 1964 i 1969. Les obres van afectar principalment l'interior de l'edifici: es va remuntar un pis al cos que tanca el pati des de l'extrem situat a l'inici de l'escala monumental i es va construir una galeria porxada a la seva planta superior. Es tracta d'una construcció contemporània sense testimonis de referència, que vol imitar un pòrtic medieval. A l'interior, es van construir dues portes medievals adovellades, que comuniquen els extrems de galeria amb els edificis veïns; es va eliminar la porta barroca del costat sud de la façana del carrer de Montcada i es va substituir per una finestra; es van dotar les estances interiors de nous enguixats, pintures i paviments; s'hi va construir una nova escala per comunicar les diferents plantes del museu; es van construir noves parets, forjats i obertures per configurar les noves sales d'exposició; s'hi va reconstruir el paviment i el sostre de la gran sala del primer pis; es va refer la solana que dona al carrer de Montcada, situada al segon pis.
De 1969 fins al 1982 va albergar el Museu d'Indumentària, i entre 1982 i 1998 el Museu Tèxtil i de la Indumentària. També va ser una seu provisional del Disseny Hub Barcelona, acollint les exposicions temporals.

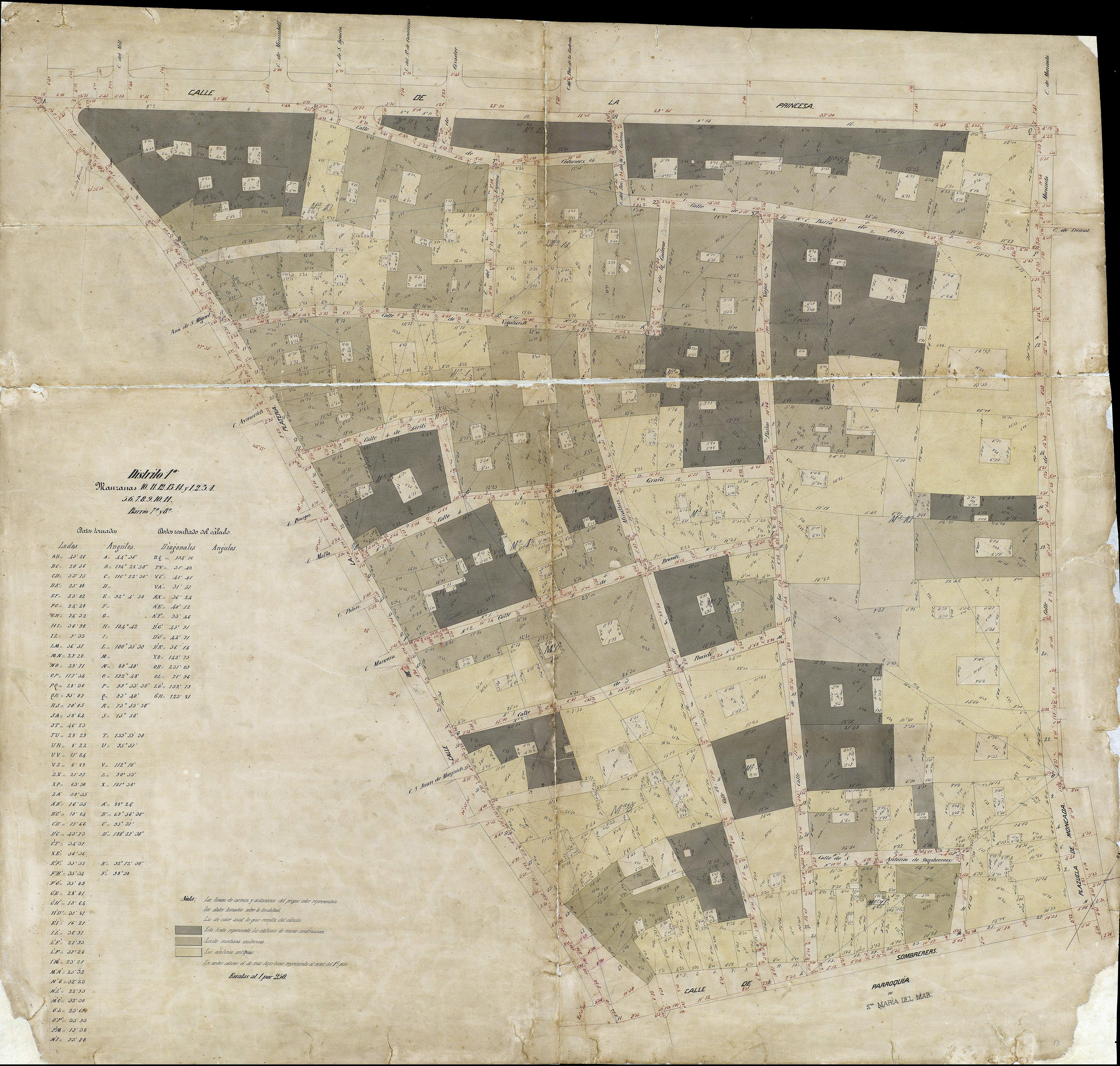
Quarteró núm. 13 de Garriga i Roca (c. 1860)

## Descripció
Està format per dos cossos, la línia divisòria dels quals es pot apreciar al costat més septentrional de la façana que dona al carrer de Montcada, així com al ràfec de la coberta. L'edifici principal té entrada pel carrer de Montcada, s'organitza al voltant d'un pati central, des del qual s'accedeix a la primera planta per una escala noble, com era habitual en els palaus de l'època. Hi ha un segon pati, més petit, que se situa a l'extrem nord i correspon al segons cos, amb entrada pel xamfrà entre el carrers de Montcada i de la Barra de Ferro.
La façana del carrer de Montcada té planta baixa i dos pisos, amb una teulada a dues vessants, a excepció de l'extrem sud, on s'alça una torre de planta rectangular, que presenta un pis més. El segon edifici disposa del mateix alçat i es desenvolupa amb façana al carrer de Montcada, incloent la zona del xamfrà, a més de la gran façana afrontada al carrer de la Barra de Ferro. L'accés es realitza per un portal de llinda recta situat a la part meridional, a tocar del nivell lateral de la torre, per on s'accedeix al pati principal. Al front hi ha na galeria de dos arcs rebaixats amb un pilar de secció quadrada al centre, que aixopluga una part de l'escala noble que dona accés a la planta principal. A la paret del fons hi ha dues finestres del segle xvi a l'altura del primer pis, recol·locades durant les obres de 1964-1969 en substitució de dues portes de balcó originals, contemporànies de la galeria.
Es pot afirmar que l'estat actual del palau respon a les transformacions practicades al llarg del temps sobre una primera estructura, en origen medieval. En aquest sentit, al pati principal encara es conserven els grans arcs de pedra adovellats que permetien la circulació entre els espais planta baixa i el testimoni de l'antiga llotja medieval d'accés al primer pis. No obstant això, però, un dels elements més destacats és l'enteixinat de fusta policromada del segle xiv que es troba al primer pis. A la sala contigua es troba un altre enteixinat policromat i amb baixos relleus, en aquest cas de cronologia més tardana, cap al segle xvi. Destaca també la presència de testimonis de pintura parietal, probablement de cronologia medieval localitzada a l'intradós de l'arc escarser interior d'algunes finestres coronelles de la planta noble.
- Pati principal: Al voltant d'aquest espai descobert s'organitzava la circulació i l'accés a les estances de la casa. Objecte de nombroses intervencions al llarg del temps, conserva els testimonis materials d 'elements de diversa cronologia com els grans arcs adovellats de la planta baixa del pati (avui cegats), el testimoni de l'antiga llotja medieval o les restes d'una antiga solana (galeria) del segle xiii. Destaquen dues finestres esculpides vinculades als estudis construïts al segle xvi i la gran escala monumental construïda el 1706.[2]

- Sala amb la columna central en la planta baixa: aquest espai cobert amb voltes de maó sobre una columna, es pot relacionar amb la construcció d'una sala barroca al primer pis. Tanmateix, aquest àmbit es relaciona directament amb un altre annex, cobert amb voltes a plec de llibre, construït per a crear un terraplè o pati elevat que comunicava amb la sala esmentada anteriorment i permetia anar d'una banda a l'altre de l'edifici sense passar per la planta baixa. Aquest tipus d'estructura va ser molt comú cap al segle xviii, moment en què es va popularitzar la creació d'un pati elevat amb arbres (tarongers i llimoners principalment) a cota de la planta noble.[2]

- Sales de la planta noble amb enteixinats de fusta policromada: La sala que dona al carrer de Montcada conserva l'enteixinat de fusta policromada, molt probablement d'època medieval. Encara es conserva part d'una de les finestres coronelles que s'obrien al carrer. L'altra de les finestres trilobulades va ser refeta al segle xx, ja que havia estat eliminada en una de les reformes barroques. A la sala annexa es troba un altre enteixinat de fusta, que tot i que tindria els seus orígens cap al segle xiv, la seva fesomia respon més a criteris decoratius i estructurals posteriors, cap al segle xvi. Certament, a la vàlua patrimonial inherent a la seva cronologia i el bon estat de conservació, caldria afegir-hi un component exclusivament arquitectònic: la gran llum que cobreix. (aproximadament 7,40 m). Actualment només conservem les dues terceres parts d'aquest antic sostre, ja que en el període que va de 1706 a 1716 fou parcialment desmuntat per tal de construït una caixa d'escala que comuniqués el ras de principal (primer pis) amb el tercer nivell de la finca. Molt posteriorment, (període 1964-1969) l'escala barroca fou enderrocada i la part desapareguda del forjat fou refeta en la manera que es pot veure actualment; és a dir sense cap mena de decoració pictòrica.[2]